# Pinturas rupestres de Gobustán
Pinturas rupestres de Gobustán son las pinturas en las montañas en Gobustán, pintados en período de mezolit, también en Edad de Bronce. El número de las pinturas rupestres es alrededor de 6 mil, entre las que hay unas, tenidas más de 25 mil años. Según los datas primeras pinturas fueron más grandes, pero después su tamaño se disminuyó.Las pinturas rupestres se encuentran en el territorio de las montañas Boyukdash, Kichikdash, Kenizadagh en Gobustán.

## Descripción

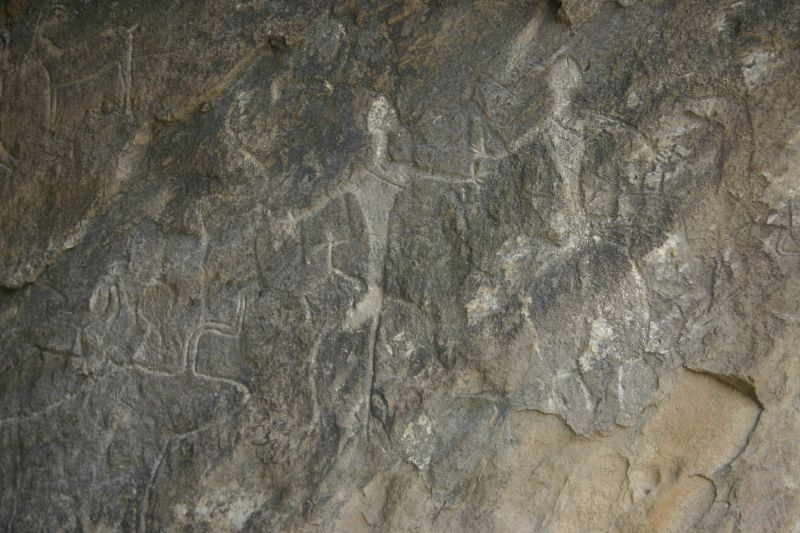
Pintura rupestre en Gobustán

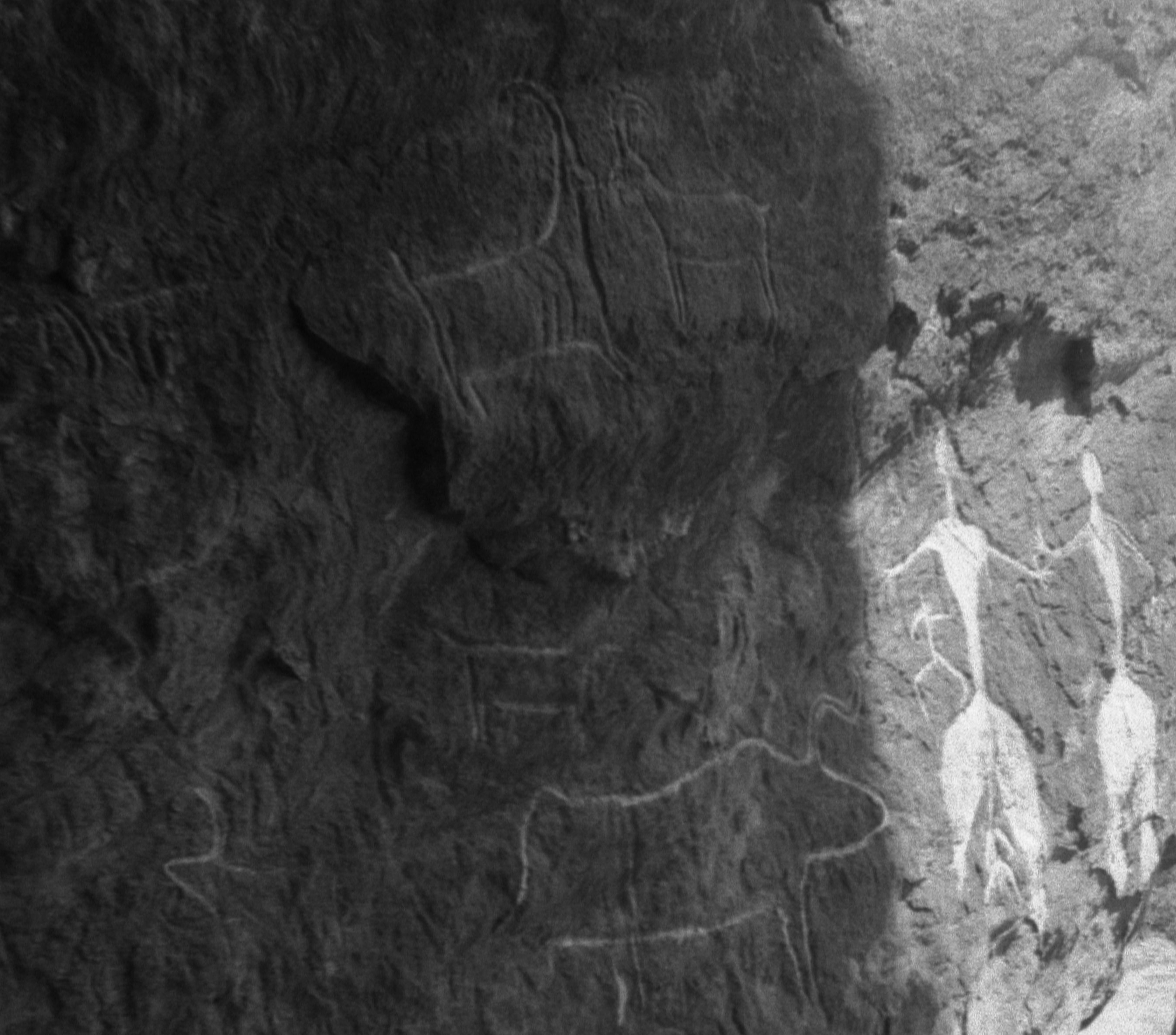
Pintura rupestre en Gobustán

La reserva estatal de Gobustán tiene muchos monumentos arqueológicos, entre los que las pinturas rupestres constituyen la mayoría. Las pinturas rupestres representan hombres primitivos, animales, escenas de cazas, piezas de batalla, danzas rituales, toreo, botes con remeros, guerreros con lanzas en sus manos, caravanas de camellos, imágenes del sol y las estrellas, que datan de media 5.000-20.000 años. En las pinturas rupestres también se muestra la vida agrícola y ganadera de la región en los tiempos remotos. Las pinturas se reflejan la vida de los hombres antiguos. Entre las pinturas se encuentran los imágenes de los hombres y mujeres, las escenas de pesca, caza, etc. En las montañas en Boyukdash se pinturan las escenas de danzas, similares a baile nacional "yalli". Escenas de danzas se refieren a milenios III—II a. C.
Las pinturas rupestres de animales se reflejan las cabras montesas, leones, ciervos, caballos, etc. También hay las pinturas de las aves, pescas, serpientes. Además de los animales salvajes, fueron pintados también los animales domesticados, como por ejemplo, perros entrenados. 
Las mujeres en las pinturas rupestres se muestran como representante de matriarca - gordos y también mujeres - guerreros, con arcos. Estas pinturas se encuentran en la cava "Siete Bellezas". Los hombres, que muestran en las montañas tenían arco y flecha, fueron altos y delgados. También se muestran las escenas de combates y guerreros con palo y navaja.

## Investigaciones
Los científicos rusos escriben sobre las pinturas rupestres de Gobustán en los años 40 del siglo XIX. 
En 1939 arqueólogo Isaak Djafarzadeh empezó investigar las pinturas, documentando 3500 de ellas.  
En la entrada de cueva principal hay una inscripción de 1905, que se afirma, que en esos lugares ha estado un Cruze.